# 高橋司
高橋 司（たかはし つかさ、1967年10月20日 - ）は、テレビ朝日映像（ViViA）所属のテレビディレクター。

## 来歴・人物
秋田県秋田市生まれ。秋田県立秋田高等学校を経て中央大学経済学部卒業、テレビ朝日映像入社。ドキュメンタリー・バラエティー番組を構成・演出。

## 主な作品
- トゥナイト
- 朝まで生テレビ!特別編・島田紳助の生討論いじめ
- 100人の20世紀
- グレートマザー物語
- なかにし礼追憶紀行 満洲の赤い月
- ドラえもんTV25周年 DORA人気スポット探検隊
- スーパーテレビ特別版 北島康介アテネへの道
- 唐沢寿明 presents 記憶のチカラ
- 祝・徹子の部屋30年突入! 豪華スターとスゴイことしちゃいましたスペシャル
- ドスペ!「小倉智昭の特命調査隊!国民は怒っているぞ!血税バラまき真相SP」
- 人生の楽園
- ゲツヨル!
- 北海道で大感動!大泉洋が徹底応援 YOSAKOIソーラン祭り2007SP
- パナソニック・スペシャル「聖徳太子の超改革 遣隋使から1400年 日本を決めた男」
- テレビ朝日開局50周年記念特別番組「原爆63年目の真実」
- ザ・スクープスペシャル 幻の東京ローズを追え!
- BS朝日開局10周年記念週特別プログラム「戦場の花 東京ローズ〜謎の謀略放送 女性アナウンサーの正体〜」
- 報道発ドキュメンタリ宣言「チェルノブイリ25年目の真実」
- 報道ステーション SUNDAY
- ザ・インタビュー〜トップランナーの肖像〜

## 受賞歴
- 日本民間放送連盟賞 テレビ報道部門 優秀賞（1998） 
  - テレビ朝日「21世紀への伝言〜国家や祖国のためでなく〜」
- 第19回ATP賞2002 ドキュメンタリー部門 優秀賞 
  - テレビ朝日「なかにし礼追憶紀行 満洲の赤い月」
- 第42回ギャラクシー賞 テレビ部門 奨励賞（2004） 
  - 日本テレビ「唐沢寿明 presents 記憶のチカラ」
- 第23回ATP賞テレビグランプリ2006 情報･バラエティ部門 優秀賞 
  - テレビ朝日「ドスペ! 小倉智昭の特命調査隊!国民は怒っているぞ!血税バラまき真相SP PART1」
- 第28回ATP賞テレビグランプリ2011 ドキュメンタリー部門　優秀賞 
  - BS朝日「戦場の花 東京ローズ〜謎の謀略放送　女性アナウンサーの正体〜」
- 第28回ATP賞テレビグランプリ2011 ドキュメンタリー部門 優秀賞（2作品同時受賞）
  - テレビ朝日「報道発ドキュメンタリ宣言 チェルノブイリ25年目の真実」
- テレビ朝日グループ表彰2011 個人奨励賞
- 第53回ギャラクシー賞 テレビ部門 奨励賞（2015） 
  - BS朝日「宮城まり子とねむの木学園 密着15年の記録」